# Tenuibiotus ciprianoi
Espèce
Synonymes
- Macrobiotus ciprianoi Guil, Guidetti & Machordom, 2007

Tenuibiotus ciprianoi est une espèce de tardigrades de la famille des Macrobiotidae.

## Distribution
Cette espèce est endémique d'Espagne.

## Publication originale
- Guil, Guidetti & Machordom, 2007 : Observations on the "tenuis group" (Eutardigrada, Macrobiotidae) and description of a new Macrobiotus species. Journal of Natural History, vol. 41, no 41/44, p. 1-31.